# Ricigliano
Ricigliano là một đô thị (comune) thuộc tỉnh Salerno trong vùng Campania của Ý. Ricigliano có diện tích 27 km2, dân số là 1283 người (thời điểm ngày 1 tháng 4 năm 2009).